# Belfahy
Belfahy è un comune francese di 76 abitanti situato nel dipartimento dell'Alta Saona nella regione della Borgogna-Franca Contea.

## Storia

### Simboli
Lo stemma del comune di Belfahy si blasona:
È un'arma parlante: il nome Belfahy deriva dall'antico termine fayard che indica l'albero di faggio.

## Società

### Evoluzione demografica
Abitanti censiti